# 中央青少年団体連絡協議会
中央青少年団体連絡協議会（ちゅうおうせいしょうねんだんたいれんらくきょうぎかい）は、全国組織の主要青少年団体の連絡調整機関。世界人権宣言の精神に基づき、1951年（昭和26年）に結成され、1990年（平成2年）4月16日に社団法人として認可され、その後に「行政と密接な関係にある公益法人への支出の無駄の集中点検について」を受けて2012年（平成24年）に社団法人を解散した。法人解散後は、将来的な組織の形態を模索しつつ、任意のネットワーク組織として日本青年団協議会が事務局を担い、登録団体の中から世話人を選び活動を継続している。

## 加盟団体

### 正会員
- ガールスカウト日本連盟
- 航空少年団
- SYD青年部（修養団）
- 青少年野外教育財団
- 青年倫理塾（倫理研究所）
- 全国子ども会連合会
- 日本ウオーキング協会青年部
- 日本宇宙少年団
- 日本キャンプ協会
- 日本YWCA
- 日本青年協会
- 日本青年団協議会
- 日本赤十字社（青少年赤十字）
- 日本体育協会日本スポーツ少年団
- 日本都市青年会議
- 日本BBS連盟
- 日本友愛青年協会
- 日本ユースホステル協会
- 日本レクリエーション協会人材開発部
- 日本YMCA同盟
- ハーモニィセンター
- ボーイスカウト日本連盟
- モラロジー研究所青年部

### 協力育成会員
- 国際青少年育成振興財団
- 国際青少年研修協会
- CISV日本協会
- 青少年育成国民会議（のびのびユースネット）
- 青少年交友協会
- 青少年ペンフレンドクラブ
- 全国青少年教育施設協議会
- 全国農業青年クラブ連絡協議会
- 育てる会
- 日米地域間交流推進協会
- 日本アウトワード・バウンド協会
- 日本オートキャンプ協会
- 日本海洋少年団連盟
- 日本青伸会
- 日本青年館
- 日本青年奉仕協会
- 日本青少年研究所
- 日本ネイチャーゲーム協会